# Primer móvil

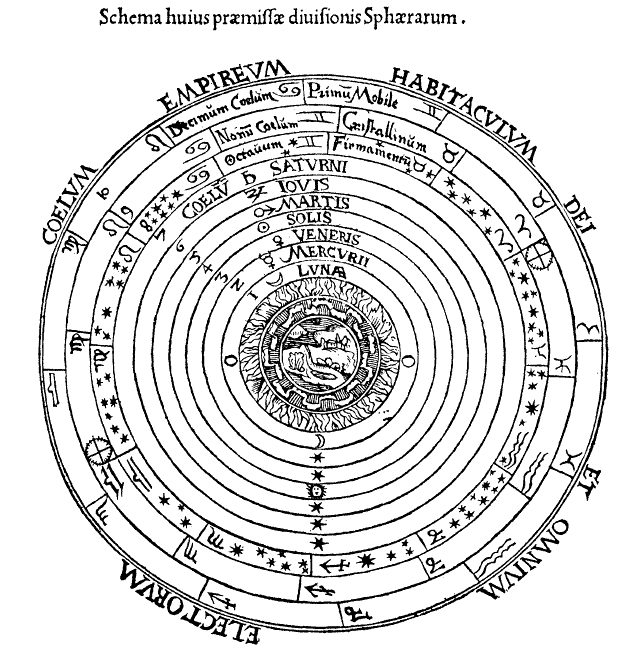
El primer móvil en el sistema de Claudio Ptolomeo.

En la astronomía medieval y renacentista, el primer móvil es la más exterior de las esferas en el modelo geocéntrico del universo.
Los astrónomos creían que los siete planetas a simple vista, incluyendo a la Luna y el Sol, se desplazaban alrededor la Tierra siguiendo órbitas invisibles. Más allá de ellos se hallaba la esfera de las estrellas fijas, el Primer móvil y el Empíreo.
El número total de esferas celestes no era fijo. En esta ilustración del siglo XVI, el firmamento (esfera de estrellas fijas) es el octavo, una "cristalina" esfera (ordenada contando por referencia a las "aguas... bajo el firmamento" en el Génesis 1:7) es la novena, y el Primer móvil es el décimo. Fuera de todo ello está el Empíreo, la "habitación de Dios y todos los elegidos".
Según la filosofía medieval, todo este sistema se encontraba en movimiento debido a Dios, que era el Primum movile, y esto daba lugar a la rotación de todas las esferas, una tras otra. El movimiento era de este a oeste, y se completaba el círculo cada día. Las esferas, al moverse, iban transmitiendo sus influencias astrológicas a la Tierra. El movimiento del primum movile era ocasionado por su amor a Dios y, a la vez, comunicaba su cadencia al resto de las esferas. Para los filósofos medievales las esferas son seres vivos celestes. Cada esfera tenía su propia fauna o habitantes, aunque con variaciones según cada autor (Beda el Venerable, Honorio de Autun).